# Савенко Віктор Васильович
Віктор Васильович Савенко (нар. 31 травня 1971, с. Таурів, нині Україна) — український історик, педагог, громадський діяч. Доктор юридичних наук (2017), доцент.

## Життєпис
Віктор Савенко народився 31 травня 1971 року у селі Таурів Козівського району Тернопільської области, нині Україна.
Закінчив Мишковицьку загальноосвітню школу (1992), історичний факультет Чернівецького державного університету імені Юрія Федьковича (1993, нині національний). Працював старшим лаборантом кафедри всесвітньої історії Тернопільського педагогічного інституту; асистентом (1997—2002), доцентом (2002—2005) кафедри нової і новітньої історії та методики викладання історії, заступником декана (2005—2006) та деканом (2006—2013) історичного факультету Тернопільського національного педагогічного університету імені Володимира Гнатюка.
Від 2018 — професор кафедри теорії та історії держави і права Тернопільського національного економічного університету (нині Західноукраїнський національний університет).

## Наукова діяльність
У 1997 р. захистив дисертацію на здобуття наукового ступеня кандидата історичних наук «Роль наукового товариства ім. Шевченка в українському національному відродженні (друга половина XIX ст. — початок XX ст.)» за спеціальністю 07.00.01 — історія України у Чернівецькому національному університеті ім. Ю. Федьковича. Науковий керівник — проф. М. М. Алексієвець.
Пошукач при докторантурі Львівського державного університету внутрішніх справ (від 2013).
26 грудня 2017 року захистив дисертацію на здобуття наукового ступеня доктора юридичних наук за спеціальністю 12.00.12 філософія права. Тема дисертації: «Закон у структурі правової реальності: Філософсько-правовий аналіз».
Автор 100 наукових та навчально-методичних праць, з них 2 монографії. Учасник міжнародних та всеукраїнських конференцій.